# Barra do Bing
A Barra do Bing é uma ferramenta desenvolvida pela Microsoft a partir da antiga MSN Toolbar, focada em facilitar o acesso ao Hotmail e estender os serviços do Bing para uso dos usuários. A Barra do Bing é a sucessora da Windows Live Toolbar, que será descontinuada logo após o lançamento da próxima versão dos produtos da linha Windows Live.

## Funcionalidades
Segurança
Esta ferramenta permite ver o nível de segurança em que está o navegador como o bloqueio de pop-ups, proteção contra phishing e se o site é seguro.
Acesso
É oferecido acesso ao serviço Hotmail, onde se pode visualizar os emails sem sair da página atual e onde receberá notificações de novas mensagens recebidas.
Buscas
É possível fazer buscas na web rapidamente usando o Bing.
Personalização
É possível personalizar a barra de ferramentas com cores, tonalidades e a interação com as estações do ano.

## Compatibilidade
Atualmente a Barra do Bing é compatível somente com o Internet Explorer 7 ou superior.

## Requisitos do Sistema
- Windows XP (SP3) ou posterior;
- Internet Explorer 7 ou posterior;
- 512 megabyte (MB) RAM ou superior;
- Processador de 500 megahertz (MHz) ou superior;
- 50 megabyte (MB) de espaço livre em disco rígido.